# Municipio de Irwin (Dakota del Sur)
El municipio de Irwin (en inglés: Irwin Township) es un municipio ubicado en el condado de Tripp en el estado estadounidense de Dakota del Sur. En el año 2010 tenía una población de 25 habitantes y una densidad poblacional de 0,27 personas por km².

## Geografía
El municipio de Irwin se encuentra ubicado en las coordenadas 43°17′57″N 99°35′36″O / 43.29917, -99.59333. Según la Oficina del Censo de los Estados Unidos, el municipio tiene una superficie total de 92.74 km², de la cual 92,46 km² corresponden a tierra firme y (0,3 %) 0,28 km² es agua.

## Demografía
Según el censo de 2010, había 25 personas residiendo en el municipio de Irwin. La densidad de población era de 0,27 hab./km². De los 25 habitantes, el municipio de Irwin estaba compuesto por el 88 % blancos y el 12 % eran de una mezcla de razas. Del total de la población el 0 % eran hispanos o latinos de cualquier raza.